# Ассирийская резня (1842)
Ассирийская резня 1842 года — массовое убийство ассирийцев курдскими повстанцами в 1840-х гг.
В 1839 году, воспользовавшись поражением турецкой армии при Незибе, курды подняли восстание под руководством эмира Бадр-хана Бохтанского. Ассирийцы, которые составляли в Османской империи этно-конфессиональную общину (миллет) во главе с патриархом Церкви Востока Мар-Шимуном XVII (резиденция в Кочанисе), поддержали турецкие власти. Тем временем ассирийский патриарх установил отношения с британским агентом и англиканским миссионером Джорджем Баджером, прибывшим в регион в апреле 1842 года. Ранее в контакт с ассирийцами вступали американские миссионеры Перкинс и Грант (Asahel Grant).
Незадолго до резни ассирийские отряды разгромили повстанческую армию дяди Бадр-хана, Нурали. Обвинив ассирийцев в своих неудачах, Бадр-хан в июле 1843 года предпринял против них карательный рейд в районе Хаккяри. По обычаям того времени деревни неприятеля по берегам реки Заб были сожжены, все оказавшие сопротивление убиты, а оставшиеся в живых проданы в рабство.
Жертвами резни стали около 10 тыс. ассирийцев. Сам патриарх бежал в июле 1843 года в Мосул в британскую миссию к Баджеру.
В дальнейшем в 1847 году восстание Бадр-хана было подавлено турецкими войсками, а сам он захвачен в плен. Впоследствии выслан в Сирию и скончался в 1868 году в Дамаске.